# Torre de la Arenilla
La torre de la Arenilla, también conocida como Torre Arenillas, es una torre almenara situada en el término municipal de Palos de la Frontera (provincia de Huelva, Andalucía, España). Se trata de una de las construcciones pertenecientes a la antigua red de torres de vigilancia costera ubicadas por todo el sur del litoral español. Está ubicada entre la Torre Umbría y la desaparecida Torre de Morla. Desde 1985 está declarada Bien de Interés Cultural.

## Historia
En el siglo XVI, Felipe II encargó la fortificación de las costas occidentales de Andalucía, desde el Estrecho de Gibraltar hasta Ayamonte, completando el proyecto iniciado en la vertiente mediterránea de la península Ibérica y que comenzó durante el reinado de su padre, Carlos I.

## Descripción
Se encuentra ubicada en el margen oriental de la Ría de Huelva, donde junto a la Torre Umbría, situada en el margen opuesto, protegían el acceso a esta vía fluvial. Por ello, además de su misión de vigilancia costera, como el resto de las torres almenara repartidas por el litoral onubense, ejercía una función de defensa, estando en sus inicios dotada de varios cañones.
Su forma troncocónica es similar a la del resto de torres, presentando una altura inferior que de diámetro de base. Está construida a base de mampuestos, ladrillos y sillares.